# Дру Кері
Дру Елісон Кері (народився 23 травня 1958 року) — американський актор, комік, ведучий вікторин. Після служби в корпусі морської піхоти США. Заробив ім'я в стенд-апі. Дру Кері здобув популярність у власному ситкомі, The Drew Carey Show та в американськії версії імпровізованого комедійного шоу Whose Line Is It Anyway? (American TV series), обидва які вийшли в ефір на American Broadcasting Company. Потім він з'явився в кількох фільмах, телевізійних серіалах, музичних кліпах, фільмі для телебачення та в комп'ютерній грі. Він вів телевікторину The Price Is Right (American game show) з 15 серпня 2007 року на CBS.
Кері займається різними видами спорту. Він працював фотографом на  іграх збірної США з футболу. Він власник акцій команди з Вищої Ліги Сокеру — Сіетл Саундерз, яка вперше виграла Кубок МЛС у 2016 році та знову виграла — в 2019 році. Також Дру спробува себе в реслінгу. Найпомітніший виступ у Royal Rumble (2001). Він був включений у Зал слави WWE в 2011 році.
Автобіографія Кері, Dirty Jokes and Beer: Stories of the Unrefined, детально розповідає про його раннє життя та телевізійну кар’єру.

## Ранні роки й освіта

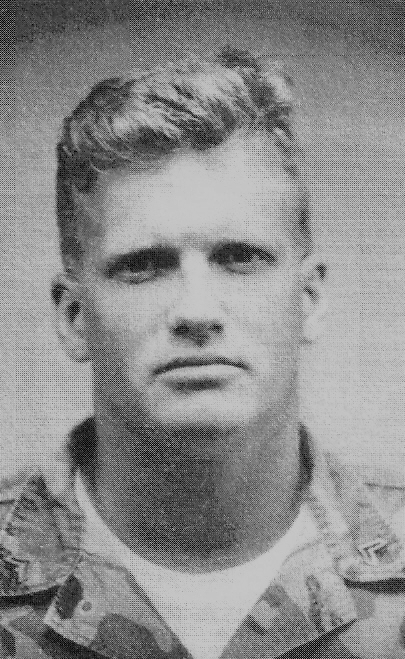
Кері в уніформі з емблемою звання капрала Корпус морської піхоти Сполучених Штатів Америки

Кері народився 23 травня, 1958 року.  Він наймолодший з трьох синів Льюїса та Бюли Кері (Ніл — 1946-2010 рр. та Роджер — 1952 р. народження)  Він виріс на околиці району Old Brooklyn в Клівленді, штаті Огайо. Коли Дру було вісім років, його батько помер від інфаркту міокарда.  Дру грав на хорунжій та трубі в оркестрі середньої школи Джеймса Форда Родоса, яку хлопець закінчив у 1975 р.
Він продовжив навчання в Державному університеті Кента і був частиною братства Дельта Тау Дельта. Його двічі відраховували за погану успішність. Через три роки він покинув університет. Покинувши університет, Кері потрапив до резерву морської піхоти США в 1980 році і там відслужив шість років польовим зв'язківцем у 25-му полку морської піхоти в штаті Огайо.  У 1983 році він переїхав до Лас-Вегасу на кілька місяців і короткий час працював касиром у банку та офіціантом.

## Кар’єра

### Стенд-ап кар’єра
У 1985 році він розпочав свою комедійну кар'єру, виконавши пропозицію Девіда Лоуренса (музиканта, який платив Дру за написання анекдотів для радіо-шоу Девіда в Клівленді) піти до бібліотеки та позичити книгу про те, як писати жарти. Наступного року, після перемоги у відкритому конкурсі мікрофонів, він став майстром церемоній в Клівлендському комедійному клубі. Протягом наступних кількох років він виступав у гумористичних клубах у Клівленді та Лос-Анджелесі. Вперше він потрапив в поле зору нації як комік, коли змагався у Зоряному пошуку 1988 року. Кері з'явився у "Вечірньому шоу" з Джоні Карсоном у листопаді 1991 року, коли вже працював стендап-коміком. Його виступ тієї ночі вразив Карсона, який запросив Кері на диван біля свого столу; це вважалося рідкісною честю для будь-якого коміка. Того ж року Кері приєднався до “14-ї щорічної програми Special Young Comedians” на HBO і вперше вийшов на пізню ніч разом з Девідом Леттерманом. У 1994 році Кері написав власну спеціальну комедію про стендап «Дру Кері: Людський мультфільм», яка вийшла в ефір шоу «Шоутайм» і виграла нагороду CableACE за найкращий сценарій.

### Акторська кар’єра

#### Перші ролі
Його рання стендап-кар'єра привела до допоміжних ролей на телевізійних шоу, під час яких він удосконалив персонажа: нещасного холостяка середнього класу. У 1993 році Кері зіграв невелику роль у фільмі Coneheads як пасажир таксі. У 1994 році Кері знявся з Джоном Капонерою у фільмі "Хороше життя", короткотривалому ситкомі на NBC. Після скасування шоу Брюс Хелфорд, письменник шоу, найняв Кері консультантом телевізійного шоу Someone Like Me.

#### The Drew Carey Show
Після перебування на "Хтось як я", Кері та Хелфорд розробили та підготували сюжет для "Шоу Дру Кері". Ситком обертався навколо вигаданої версії Кері, як він долав життєвий стрес та робив разом із групою друзів дитинства. Прем'єра шоу відбулася 13 вересня 1995 року на ABC. У своїй автобіографії Кері показав своє розчарування тим, що йому доводиться мати справу з цензурою, і забороною застосувати нефарбовий гумор, поширений у його звичних стенд-апах. Спочатку Кері заробляв за епізод у перших сезонах 60 000 доларів, а потім переуклав контракт на 300 000 доларів. До останнього сезону він заробляв 750 000 доларів за серію. Перші кілька сезонів шоу мали високі рейтинги, але зниження рейтингу та збільшення виробничих витрат (близько 3 мільйонів доларів за серію) спричинили його закриття. The program had a total of 233 episodes over its nine-year run, and Carey was one of four actors to appear in every episode.

#### Імпровізоване телебачення
Поки ще знімаючись у "Шоу Дру Кері", Кері почав вести американську версію імпровізаційного комедійного шоу "Чия це лінія?" у 1998 році. Він оголосив імпровізований акторський склад, керував іграми, а потім зазвичай брав участь у фінальній грі епізоду. Шоу тривало загалом 220 серій до закриття в 2006 році (воно повернулося з іншим ведучим у 2013 році). У 1998 році "Клуб братів Нью-Йорка" зробив Кері новачком групового "Comedy Central Roast". Його друг Райан Стайлз (який брав участь у головних ролях у "Шоу Дрю Кері" та "Чия це лінія все-таки?") виконував обов'язки роустместер. Дохід Кері від "Чия лінія це взагалі?" і "Шоу Дрю Кері" призвів до включення його у список найоплачуваніших артистів "Форбс" 1998 року (24-те місце з 45,5 млн. доларів).
Для першочергового розкладу "the WB's" на 2004–2005 роки, Кері взяв участь у продюсерстві та знявся в «Шоу зеленого екрану Дру Кері», спін-офі «Чия це лінія?». "The WB" закрив його, але незабаром його відновив "Comedy Central". Передумова шоу покладалася на використання зеленого екрану для покращення взаємодії акторів між собою. Анімація на екрані була видимою для живої аудиторії, її також використали під час постпродукції для телевізійної аудиторії.
У квітні 2011 року Кері розпочав вести імпровізоване шоу під назвою "Improv-A-Ganza Дру Кері". Він був знятий на "MGM Grand" в Лас-Вегасі, штаті Невада, і вперше вийшов в ефір 11 квітня.

#### Improv All-Stars
Кері був одним із засновників групи "Improv All-Stars", групи з одинадцяти акторів, які виступають у скетчах без сценарію. Група приєдналася до Кері у всіх трьох його імпровізованих шоу "Чия це лінія в будь-якому випадку?", "Шоу на зеленому екрані Дру Кері" та "Імпровізація Дру Кері", а деякі учасники виконували головні ролі або в гостях на "Шоу Дру Кері". "Імпровізовані зірки" подорожують комедійними турами, виступаючи в гумористичних клубах по всій території Сполучених Штатів.

### Проведення вікторин

#### Power of 10
Починаючи з 2007 року, Кері почав проводити ігрові шоу, починаючи з квітня як ведучий пілотної вікторини "CBS" "Потужність 10". Шоу тривало з 7 серпня 2007 року по 23 січня 2008 року і виходило в ефір двічі на тиждень наприкінці літа та на початку осені. У кожній грі учасники змагань прогнозували, як пересічні американці відповіли на питання, які охоплювали найрізноманітніші теми в опитуваннях, проведених "CBS".

#### The Price Is Right
Знявши пілотний епізод для «Power of 10», Кері зв'язався з «CBS» щодо заміни Боба Баркера, ведучого «Ціна правильна», який раніше оголосив про власний вихід на пенсію. Спочатку відмовившись від пропозиції, Кері оголосив на «Пізньому шоу з Девідом Леттерманом», що змінить Баркера на посаді ведучого програми, починаючи з осені 2007 року. Його перший епізод «Ціна правильна» був записаний на плівку 15 серпня 2007 року, а його шоу почали виходити 15 жовтня 2007 року. У відповідь на заміну Баркера ведучим вікторини Кері заявив: «Ви не можете замінити Боба Баркер. Я не порівнюю себе ні з ким… Це лише те, що ти робиш і повинен робити, і я відчуваю, ніби я повинен це робити». Коли Кері розпочав вести, сценарій, тематичну музику та логотип шоу оновили. Кері зберіг заключний коментар Баркера щодо стерилізації та кастрації домашніх тварин. У 2017 році Кері відсвяткував свої 10 років як ведучий шоу, приєднавшись до Баркера як єдиний із двох, хто вів шоу щонайменше десятиліття.

## Фільмографія
Кері знявся лише в декількох телевізійних шоу та фільмах, але багато разів був у гостях у різних ситкомах та комедійних шоу.

### Фільм
| Рік  | Назва           | Роль           | Примітки          |
| ---- | --------------- | -------------- | ----------------- |
| 1993 | Coneheads       | Пасажира таксі |                   |
| 1999 | The Big Tease   | Себе           | Камео             |
| 2000 | Geppetto        | Geppetto       |                   |
| 2005 | Robots          | Чудака         | Мовне озвучування |
| 2005 | The Aristocrats | Себе           |                   |
| 2011 | Jack and Jill   | Себе           | Камео             |

### Телебачення
| Рік          | Назва                                        | Роль                       | Примітки                                                             |
| ------------ | -------------------------------------------- | -------------------------- | -------------------------------------------------------------------- |
| 1992         | The Torkelsons                               | Herby Scroggins            | Серія: "Say Uncle"                                                   |
| 1993         | Drew Carey: Human Cartoon                    | Себе                       | Кіно; також сценарист і виконавчий продюсер                          |
| 1994         | The Good Life                                | Drew Clark                 | 13 серій                                                             |
| 1994         | The Adventures of Pete & Pete                | Ветерана                   | Серія: "Grounded for Life" (в титрах)[джерело?]                      |
| 1995         | Freaky Friday                                | Stan Horner                | Фільм для телебачення                                                |
| 1995–2004    | The Drew Carey Show                          | Drew Carey                 | 233 серії; також співавтор та виконавчий продюсер; сценарист 4 серій |
| 1996         | Lois & Clark: The New Adventures of Superman | Herbie Saxe                | Серія "Ghosts"                                                       |
| 1997         | Home Improvement                             | Seymour 'Sy' Winterfleffin | Серія: "Totally Tool Time"                                           |
| 1997         | The Weird Al Show                            | Себе                       | Серія: "The Competition"                                             |
| 1997         | Sabrina the Teenage Witch                    | Себе                       | Серія: "To Tell a Mortal"                                            |
| 1998         | The Larry Sanders Show                       | Себе                       | Серія: "Beverley's Secret"                                           |
| 1998–2007    | Whose Line Is It Anyway?                     | Себе/Ведучого              | 219 серій; також виконавчий продюсер                                 |
| 1999         | King of the Hill                             | Hal                        | Episode: "Not in My Back-hoe"                                        |
| 2000         | Baby Blues                                   | Себе                       | Серія: "Bizzy Moves In"                                              |
| 2000         | Geppetto                                     | Mister Geppetto            | Фільм                                                                |
| 2001         | WWE Royal Rumble 2001                        | Себе                       | 5th Учасник                                                          |
| 2001         | Drew Carey's Improv All-Stars                | Себе                       |                                                                      |
| 2004–2005    | Drew Carey's Green Screen Show               | Ведучого/Виконавця         | також виконавчий продюсер                                            |
| 2004–2015    | The Late Late Show                           | Ведучого                   | 14 серій (також частий гість)                                        |
| 2006         | Drew Carey's Sporting Adventures             | Себе                       |                                                                      |
| 2007–2008    | Power of 10                                  | Ведучого                   | 15 серій                                                             |
| 2007–дотепер | The Price Is Right                           | Ведучого                   |                                                                      |
| 2008–2016    | The Simpsons                                 | Себе                       | 2 серії                                                              |
| 2010         | Community                                    | Ted                        | Серія: "Accounting for Lawyers"                                      |
| 2011         | Drew Carey's Improv-A-Ganza                  | Ведучого/Виконавця         | 40 серій; також виконавчий продюсер                                  |
| 2011         | Family Guy                                   | Себе                       | Серія: "New Kidney in Town"                                          |
| 2012         | WordGirl                                     | Себе                       | Ведучий The Price Is Right                                           |
| 2012         | Talking Dead                                 | Себе/Гостя                 | 3 сезони Допрем'єрний показ Спеціальний випуск                       |
| 2014         | Dancing with the Stars                       | Себе/Учасника змагань      | Закінчився восьмий у season 18                                       |
| 2016         | Scorpion                                     | Себе                       | Серія: The Fast and the Nerdiest                                     |
| 2017         | Bill Nye Saves the World                     | Себе                       |                                                                      |
| 2018         | NCIS: Полювання на вбивць                    | Marine Sergeant John Ross  | Серія: "Handle with Care"                                            |
| 2019         | American Housewife                           | Mr. Green                  | Серія: "Bigger Kids, Bigger Problems"                                |
| 2020         | The Masked Singer                            | Llama                      | Виключено у другому епізоді                                          |
| 2020         | Celebrity Family Feud                        | Себе                       |                                                                      |
| 2021         | Celebrity Wheel of Fortune                   | Себе/Учасника змагань      | Серія: "Drew Carey, Teri Hatcher & Chrissy Metz"                     |

## Нагороди та відзнаки

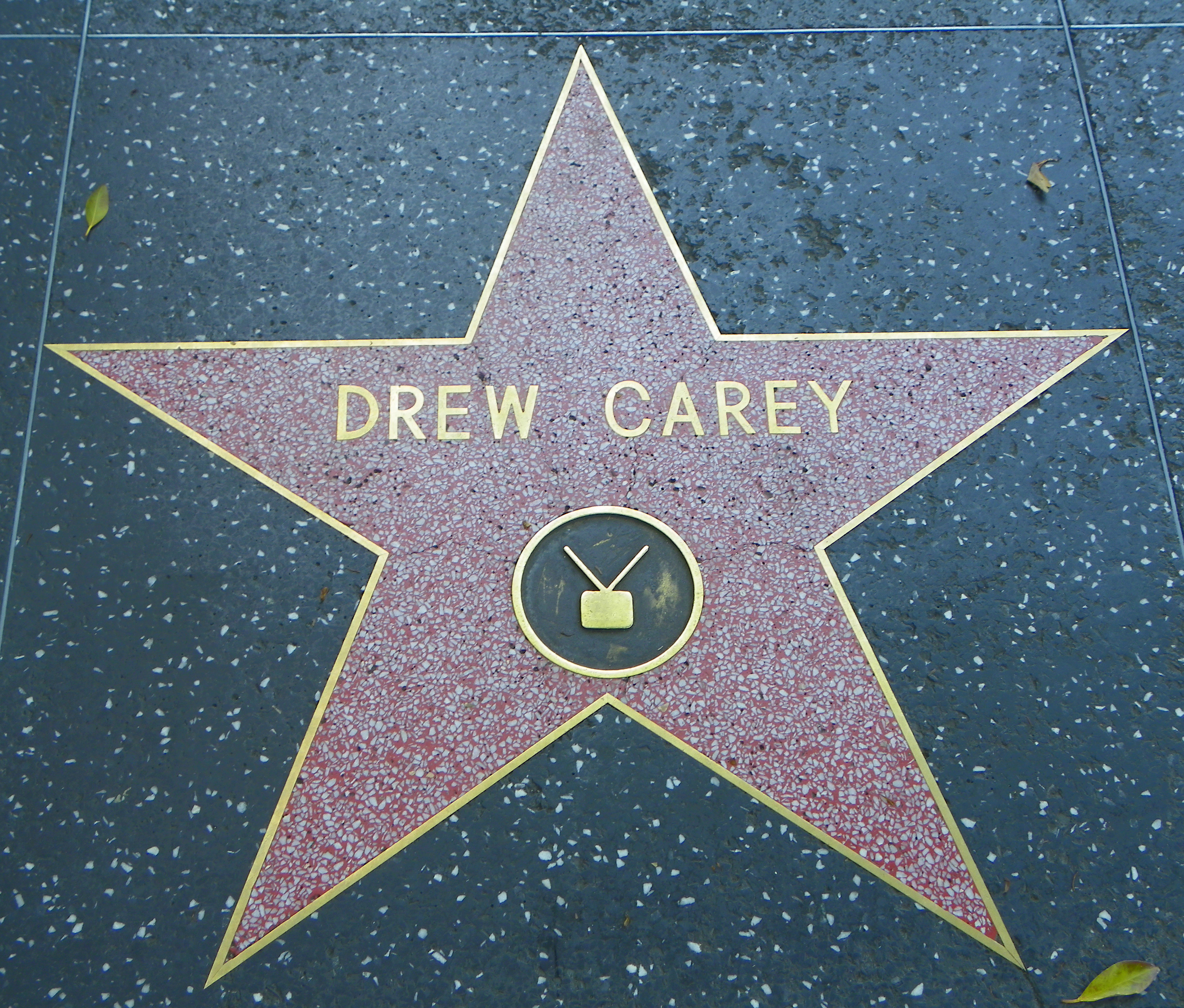
Зірка Кері на Голлівудській алеї слави

- 1994: Премія Cable Ace за найкращий сценарій: Дру Кері: Мультфільм людини[15]
- 1995: Телегід "10 найгарячіших нових облич 1995 року"[6]
- 1998: Премія «Супутник» за найкращу чоловічу роль - музичний чи комедійний серіал
- 2000: Почесний DHL від Клівлендського державного університету[32]
- 2000: Премія People's Choice за улюбленого чоловічого телевізійного виконавця[33]
- 2003: Зірка на Голлівудській алеї слави[34]
- 2004:  100 найвеличніших стендапів усіх часів Comedy Central (# 84)[35]
- 2011: Лауреат премії "Найкраща адвокаційна журналістика" в Південній Каліфорнії[36]
- 2011: Зал слави WWE
- Дворазовий чемпіон Кубка MLS (як співвласник "Сіетл Саундерс" - 2016, 2019 рр.)